# Odontozelencidium
× Odontozelencidium (abreviado Otl) es un híbrido intergenérico entre los géneros de orquídeas Odontoglossum × Oncidium × Zelenkoa. Fue publicado en Orchid Rev.  112(1256, Suppl.): 28 (2004).